# Francia en los Juegos Olímpicos de Innsbruck 1976
Francia estuvo representada en los Juegos Olímpicos de Innsbruck 1976 por un total de 38 deportistas que compitieron en 8 deportes.  
La portadora de la bandera en la ceremonia de apertura fue la esquiadora alpina Danièle Debernard.

## Medallistas
El equipo olímpico francés obtuvo las siguientes medallas:
| Nombre            | Deporte      | Competición       |
| ----------------- | ------------ | ----------------- |
| Oro               |              |                   |
| —                 |              |                   |
| Plata             |              |                   |
| —                 |              |                   |
| Bronce            |              |                   |
| Danièle Debernard | Esquí alpino | Eslalon gigante F |